# Dolina Zielona Jaworowa

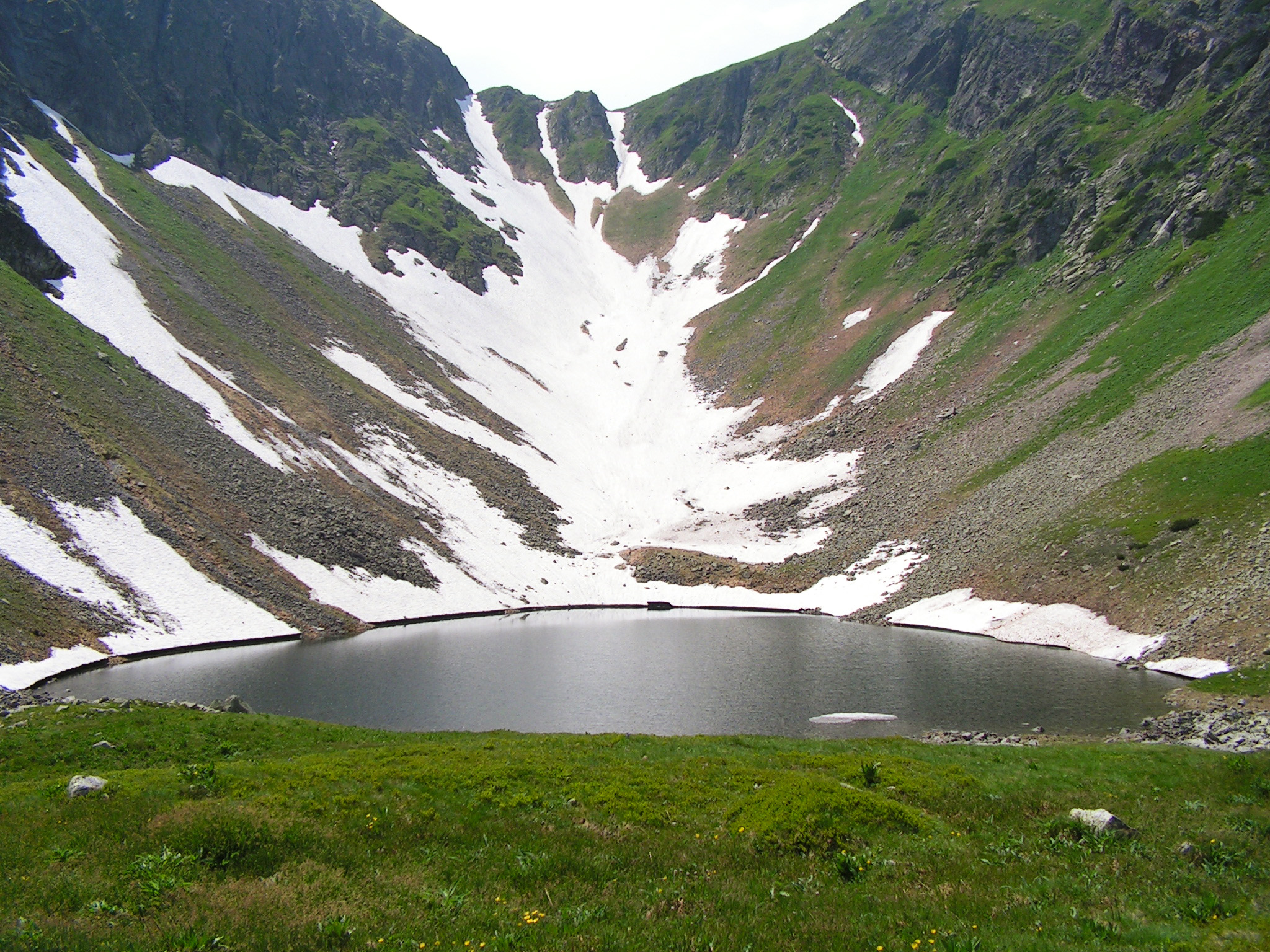
Zielony Staw Jaworowy, ponad nim Zielona Przełęcz

Dolina Zielona Jaworowa (słow. Zelená Javorová dolina, niem. Grünseetal, węg. Zöldtó völgye) – mała dolina tatrzańska (długości ok. 1 km), zachodnie odgałęzienie słowackiej Doliny Jaworowej (Javorová dolina).
Dolina Zielona Jaworowa wcina się w masyw Szerokiej Jaworzyńskiej (Široká) pomiędzy Świstówką Jaworową (dolina Javorinka) a Doliną Żabią Jaworową (Žabia Javorová dolina). Od zachodu graniczy z Litworowym Żlebem (Litvorový žľab) należącym do systemu Doliny Białej Wody (Bielovodská dolina). Nad doliną górują szczyty Szerokiej Jaworzyńskiej (2210 m), Zielonej Czuby (Štít nad Zelenou dolinkou, 2131 m) i Zielonego Wierchu Jaworowego (Žabí vrch Javorový, 2174 m).
Na wysokości 1815 m n.p.m. położony jest w dolinie Zielony Staw Jaworowy (Zelené Javorové pleso), z którego wody spływają podziemnie do Zielonego Potoku Jaworowego – dopływu Jaworowego Potoku (Javorinka).
Dolina w całości położona jest na terenie ścisłego rezerwatu przyrody i jest niedostępna dla turystów.
W Dolinie Zielonej Jaworowej nie ma żadnych budynków pasterskich. W 1885 roku nad Zielonym Stawem znajdował się myśliwski domek księcia Christiana Hohenlohego.